# Aemilian Zeller
Aemilian Zeller (* 16. Oktober 1691 in Innsbruck; † 27. April 1760) war von 1729 bis 1733 Bibliothekar des Klosters St. Gallen.

## Leben und Wirken
Zeller kam 1707 nach St. Gallen, wo er 1710 die Profess ablegte. 1713 wurde er Subdiakon und 1714 Diakon. Priester wurde er 1716. 1718 war er in St. Johann, von wo er aber wieder abbeordert und nach Weingarten geschickt wurde. Im Oktober desselben Jahres wurde er Subvestiar, zugleich war er Subkustos, Subcaeremoniar, Lehrer der Grammatik und des Griechischen. 1719 wurde er Subvestiar und Lehrer der Syntax. 1721 vom Vestiariat entlassen, wurde er Lehrer der höheren Syntax, 1725 der Rhetorik. 1726 wurde er Unterbibliothekar und 1727 Bursarius. 1728 tritt er erneut im Amt des Subvestiars auf, ab 1729 dann als Bibliothekar. 1732 wurde er Lehenpropst. 1733 entliess ihn der Papst auf Verwenden der Visitatoren nach Pfäfers. Dort lehrte er Rhetorik und kanonisches Recht. Bereits 1735 war Aemilian Zeller jedoch wieder in St. Gallen, wo er Vorlesungen über die hl. Schrift begann. 1737 wurde er Küchenmeister. 1745 wurde er als Unterstatthalter in St. Gallen bestellt, aber auch als Bursarius und Kellermeister. 1753 übernahm er das Kornamt, zugleich war er Regierungs- und Pfalzrat. 1760 starb er an einem Schlaganfall.
Von Aemilian Zeller ist ein Handschriftenkatalog, der alphabetisch gegliedert ist, überliefert. Nicht überliefert, aber im Tagebuch des Abtes vermerkt, ist eine theoretische Schrift zur Poesie, die er gemeinsam mit einem anderen Pater verfasste.